# The Fight for Freedom
The Fight for Freedom est un film muet américain réalisé par D. W. Griffith et Wallace McCutcheon Jr., sorti en 1908.

## Synopsis
Au cours d'une partie de poker, Pedro tue un des hommes soupçonné de tricher, mais est lui-même blessé en s'enfuyant. Le shérif de la localité arrête la femme de Pedro, Juanita, afin de l'amener à se rendre...

## Fiche technique
- Titre : The Fight for Freedom
- Réalisation : D. W. Griffith, Wallace McCutcheon Jr.
- Chef opérateur : G. W. Bitzer, Arthur Marvin
- Genre : Western
- Production : American Mutoscope & Biograph
- Dates de sortie :
  -  États-Unis : 17 juillet 1908

## Distribution
- Florence Auer : Juanita
- John G. Adolfi
- Kate Bruce
- Edward Dillon
- George Gebhardt : l'homme au bar
- Arthur V. Johnson
- Wallace McCutcheon Jr.
- Anthony O'Sullivan : le barman
- Robert G. Vignola